# Steinkreuz Nirmer Platz

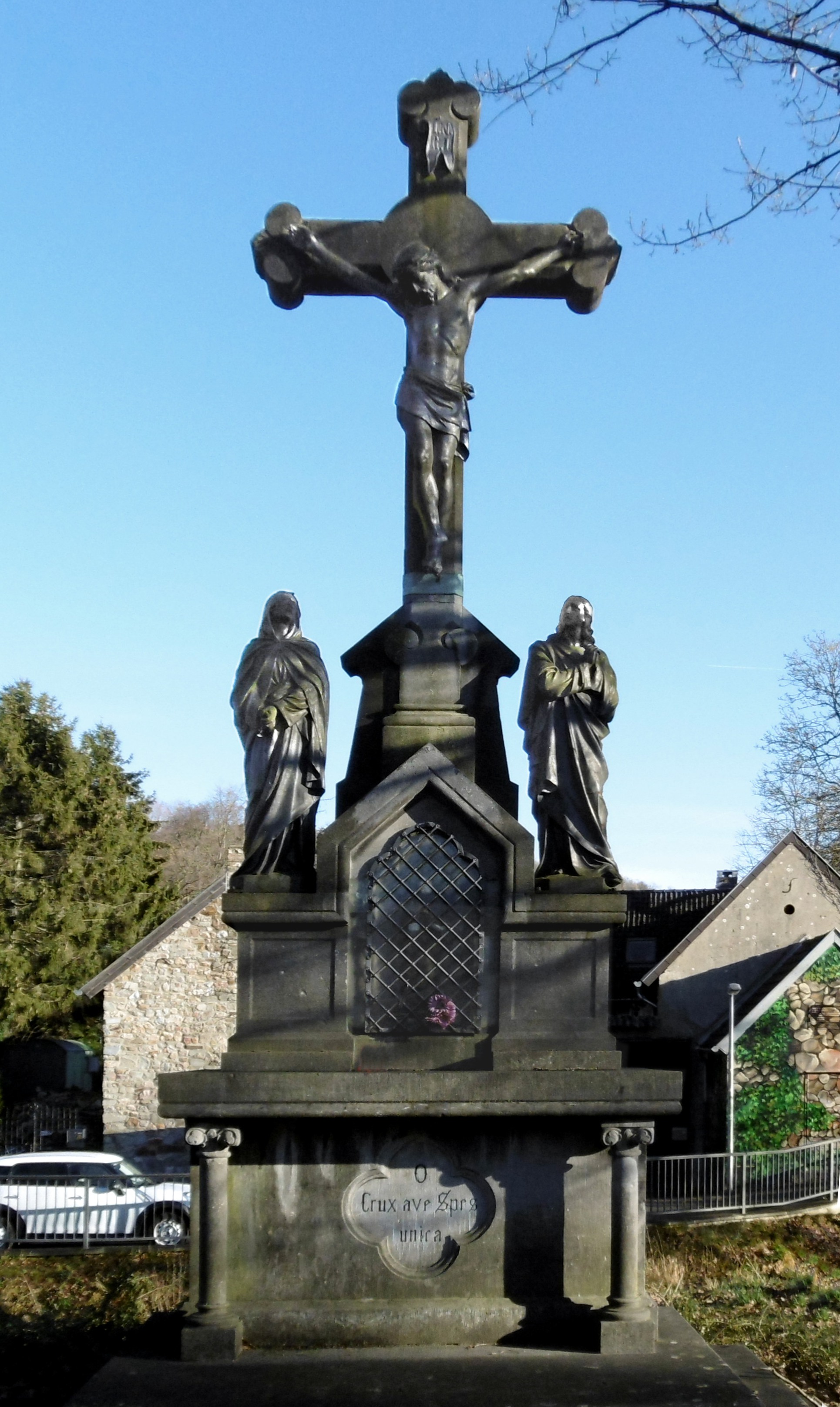
Steinkreuz Nirmer Platz

Das Steinkreuz Nirmer Platz ist ein Wegekreuz im Aachener Stadtteil Eilendorf-Nirm, das dem Heiligen Antonius von Padua gewidmet ist.

## Geschichte
Das Kreuz steht an der gleichen Stelle, an der einst die St. Antoniuskapelle stand. Wann genau die Kapelle abgebrochen wurde, ist unklar. 1868 wird sie noch in einem Bericht der Pfarre Eilendorf erwähnt, nur drei Jahre später im Jahr 1871 findet sie keine Erwähnung mehr.
Bereits um 1896 berieten die Nirmer über den Bau einer neuen Kapelle. Der Nirmer Sägewerks- und Grundbesitzer Kornelius Kuckelkorn erklärte sich bereit, die nötige Baufläche von der Zivilgemeinde zu kaufen und der Pfarrgemeinde für den Bau zur Verfügung zu stellen. Erst im Jahr 1906 keimten wieder Pläne zum Bau einer Kapelle und es fanden zu diesem Zweck weitere Zusammenkünfte statt, die allerdings mit dem Ergebnis endeten, dass eine Kapelle nicht mehr zeitgemäß sei und an der Stelle ein Steinkreuz errichtet werden solle. Pfarrer Franz Hubert Hansmann (16. Juli 1850 – 14. September 1923) erschien trotz Einladung nicht zu den Zusammenkünften, wodurch sich der Prozess verzögerte und er den Unmut der Nirmer auf sich zog. Die Bevölkerung bat das Generalvikariat, den Pfarrer Hansmann zur schleunigen Erledigung der Angelegenheit anzuhalten. Das Kreuz sollte als dritte Station der Fronleichnamsprozession dienen und bis dahin fertiggestellt sein. Schließlich beantragte Pfarrer Hansmann am 28. Mai 1906 beim Generalvikariat, ein Steinkreuz am ehemaligen Kapellenstandort errichten zu dürfen. Dem Antrag wurde unter Auflagen stattgegeben. Auch Kirchenvorstand und Pfarrgemeindevertretung stimmten zu.
Um den Bau zu finanzieren, wurde von der Bevölkerung eine Geldsammlung durchgeführt. Veranschlagt wurden Kosten von 1960 Goldmark, die endgültige Summe belief sich allerdings auf 2800 Goldmark. Die Geldsumme wurde komplett von den Nirmern zusammengebracht, so entstanden der Kirchengemeinde keine Kosten. 1907 konnte das heutige Kreuz errichtet werden, ein Jahr später am 31. Mai 1908 wurde das Kreuz von Pfarrer Hansmann benediziert.

## Aufbau
Die Gesamthöhe des Kreuzes beträgt fünf Meter, es besteht aus belgischem Granit. Die Anlage ist im Gründerstil gehalten und mit neuromanischen Stilelementen verziert. Unterhalb des Kreuzes befindet sich eine Altarplatte mit Heiligennische mit Dreipass. In der Nische steht die Figur des hl. Antonius mit einem Schwein an seiner Seite, die Figur ist 60 Zentimeter groß. Die auf den Podesten stehenden Heiligenstatuen stellen die hl. Maria und den hl. Johannes dar, sie sind aus Eisenguss gefertigt und jeweils 135 Zentimeter hoch.
Unterhalb der Altarplatte in einer Rosette ist eine Inschrift in Latein eingraviert: O  Crux ave Spes unica eingraviert, was übersetzt bedeutet: Sei gegrüßt (du heiliges) Kreuz, (unsere) einzige Hoffnung. Der Text entstammt dem Hymnus Vexilla regis. Zudem findet sich auf der Rückseite eine weitere Inschrift: „Errichtet im Jahre 1907 zur Erinnerung an die ehemalige Antoniuskapelle“.
Die Umrandung der Anlage besteht aus Blaustein, deren Gitter nicht mehr vorhanden sind. Der Christuskorpus ist 140 Zentimeter hoch und 135 Zentimeter breit und aus Zinkguss gefertigt. Im Jahr 1950 wurde die gesamte Kreuzanlage erstmals nach dem Zweiten Weltkrieg komplett restauriert, die Kosten wurden wieder von einigen Bürgern aus Nirm getragen. Gerade zahlreiche Splitterlöcher durch Artilleriebeschuss stammend aus dem Spätherbst 1944 mussten beseitigt werden. Der Auftrag zur Restaurierung wurde von Schlossermeister Emanuel Schönen durchgeführt; die Hand seiner Frau diente als Vorbild zur Rekonstruktion der linken Hand des Christuskorpus. Bei dieser umfangreichen Restaurierung wurde auch das noch heute sichtbare Metallband am Fuß des Kreuzschaftes angebracht.
Im Herbst 1980 wurden die Heiligenstatuen und der Christuskorpus entrostet und restauriert. Ebenfalls im Jahr 1980 wurde die Heiligenstatue des hl. Antonius entwendet und später im Haarbach gefunden. Um weitere Entwendungen zu verhindern, wurde am 25. September 1987 ein handgefertigtes schmiedeeisernes Gitter an der Heiligennische durch Kunstschmied Robert Bartz angebracht.